# Istituto Maddalena di Canossa
L'Istituto Maddalena di Canossa è un istituto scolastico paritario situato a Monza. L'istituto comprende le scuole del primo ciclo di istruzione unitamente a quelle secondarie di secondo grado.